# Sound system
Pour les articles homonymes, voir Sound-System.
 (juin 2013).
Si vous disposez d'ouvrages ou d'articles de référence ou si vous connaissez des sites web de qualité traitant du thème abordé ici, merci de compléter l'article en donnant les références utiles à sa vérifiabilité et en les liant à la section « Notes et références ».

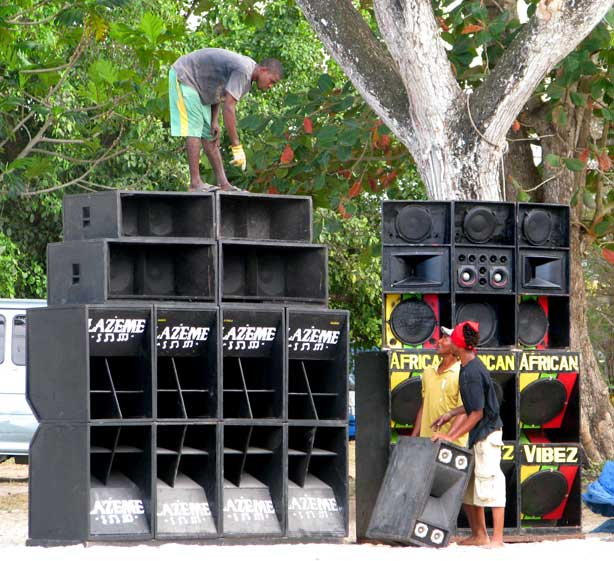
Sound system en Jamaïque.

Le sound system (français : système de sonorisation (transportable), aussi parfois appelé discomobile selon le contexte), est, au sens strict, un terme désignant le matériel de sonorisation utilisé lors d'une fête ou d'un concert. Par extension, il désigne également le groupe d'organisateurs de soirées mettant ce matériel à disposition, et la culture y étant associée.

## Histoire
La culture sound system apparaît dans les ghettos de Kingston, en Jamaïque,. Née de l'exclusion d'une population pauvre et noire, n'ayant pas accès aux salles de spectacles et aux clubs (monopolisées par les riches blancs et métisses), les Jamaïcains plus modestes diffusaient alors leur musique dans la rue. Ce système de sonorisation qui servait de moyen publicitaire dans les années 1940 se popularise dès les années 1950. Les deejay chargeaient un camion avec un générateur, des platines vinyles et des haut-parleurs et installaient une fête de rue (street party). Au début, les deejay jouaient du RnB américain mais au fur et à mesure, la production musicale jamaïcaine se met à s'étoffer et les sons prirent des sonorités locales typiques. Les sound systems étaient de « grosses » affaires car ils représentaient un moyen sûr de se faire de l'argent dans une économie instable. L'organisateur (le deejay) pouvait faire du profit en demandant un petit droit d'accès et en vendant de la nourriture et de l'alcool. La concurrence était sévère entre les différents sound systems et deux deejay émergent comme des vedettes de la scène : Clement « Coxsone » Dodd et Duke Reid.
La popularité d'un deejay de sound system tenait surtout à sa capacité à jouer de la musique innovante. C'est pourquoi les deux deejay stars se mirent à la production de disques, augmentant non seulement leur potentiel mais réduisant leur utilisation de musique américaine. Au début, ils ne produisaient des titres que pour leur propre sound system, limités donc à une copie. Ce qui commence par une simple copie du RnB américain fait par des musiciens locaux devint la première musique originale issue de Jamaïque : le ska. Au fur et à mesure que cette nouvelle tendance prit du succès, les deux deejay s'investirent de plus en plus dans la production. Le studio de production de Coxsone devient un studio réputé, alors que Duke Reid fonde le connu Treasure Isle. À la suite de l'émigration de nombreux Jamaïcains vers l'Angleterre, les sound systems s'y implantèrent peu à peu. Ils finirent par se répandre dans différents pays en variant les différents styles de musique qu'ils produisaient, d'abord ska, rocksteady, reggae, dub, puis raggamuffin ou ragga — Jamaïque oblige — et enfin de plus en plus de musiques différentes, souvent électroniques, telles que l'electrodub, la hardtekno, la jungle, le drum and bass, etc.
C'est ce type de sound system dub qu'ont côtoyé à leurs débuts les sound systems anglais, considérés comme les parents du « mouvement free party ».

## En France
En France, le sound system commence ses balbutiements au début des années 1980 dans les squats sur des chaines hi-fi et surtout grâce à l'équipe des deejay de Radio Ivre (Radio Irie). Les premiers gros sounds avec plus de 100 personnes ont été organisés vers 1982 à l'église des Panoyaux à Ménilmontant dans le 20e arrondissement de Paris avec Ras Gugus. Dans le pays, l'appellation sound system a longtemps désigné une équipe constituée de selectas et de chanteurs (en particulier dans le ragga/dancehall parisien) ; l'utilisation était impropre, et est maintenant consacrée à une équipe qui dispose de son propre matériel de diffusion (console, amplis, enceintes...). Ces moyens matériels sont le point névralgique des free parties : ce sont donc naturellement eux qui ont été visés, en France par les lois votées depuis 2001 et leurs propriétaires menacés de saisie dans le cas de fêtes non-déclarées dépassant 250 participants. Le décret no 2006- 334 du 21 mars 2006 modifiant le décret no 2002- 887 du 3 mai 2002 pris pour l'application de l'article 23- 1 de la loi no 95- 73 du 21 janvier 1995 et relatif à certains rassemblements festifs à caractère musical a ramené le nombre de participants à 500 (et modifié quelques termes de l'amendement dit « Mariani » de la loi sur la sécurité quotidienne (LSQ)).
La scène sound system française est, dans les années 2010, en pleine expansion, avec en chef de file des sound systems tels que[réf. nécessaire] Il existe de nombreux sound system français, diffusant la musique jamaïcaine sous sa forme originale, le 45 tours, ou exclusive sous forme de dubplates spéciaux (morceaux uniques joués par chaque sound). Une carte des sound systems français a été publiée en 2013 par le crew I-Leaf.
Les sound systems sont un argument de poids qui attire un public de plus en plus important dans les festivals, tels que le Dub Fest (2013) et le Dub Camp (2014), qui voient d'ailleurs le jour, regroupant scène française et internationale.

## Par genres

### Reggae et dub
Les sound systems de dub ont leur intérêt dans la séparation des fréquences. En effet, joue sur une platine unique, on ne mélange pas les morceaux, et on ne joue pas sur les transitions. Les différences d'enceintes dans le sound system permettent aux artistes de mixer en live les fréquences d'un morceau. Ainsi, les scoops, en bas, jouent les basses, les bas médium, au-dessus, jouent les fréquences médiums, puis les hauts médiums et les aigus, jouent les fréquences hautes.
Les transitions entre les morceaux sont assurées par le MC, quoi que de plus en plus de sound system jouent sur deux platines, afin d'enlever ces transitions. Certains artistes abandonnent peu à peu le vinyle, et jouent leurs propres morceaux par ordinateur (et en mp3 en plus).

### Tekno
Dans le milieu free party ou rave party, sound system désigne avant tout le matériel de sonorisation utilisé lors de la fête. Le sound system se compose d'un ensemble d'enceintes (souvent appelé « mur », métaphore comparant l'enceinte à une brique), de plusieurs amplificateurs et autres appareillages (égaliseur, etc.), ainsi que d'un moyen pour le deejay/liver de diffuser la musique (platines vinyles ou CD et table de mixage, ordinateur, etc.). Par extension, le terme désigne le collectif (à l'origine nomades, voir free party) qui possède ce matériel, englobant également les dispositifs d'éclairage (spots et stroboscopes), la décoration, les moyens logistiques (souvent des camionnettes et utilitaires, type de véhicules très prisés dans le milieu des free parties). Le terme « 6tm » fait référence au mot system en langage SMS/texto français.
Les sound systems (autant les individus que le matériel) bénéficient d'un respect quasi-totémique de la part des participants aux free parties. Il n'est pas rare, dans le cadre de certaines free parties, de voir ces derniers former un mur humain pour empêcher les forces de l'ordre d'accéder « derrière le son », endroit presque sacré réservé aux deejays et à leur entourage. Cet endroit est d'ailleurs plutôt une cachette, contrairement aux fêtes commerciales, où les organisateurs et les deejays se mettent en valeur sur une scène.